# Беговићи
Беговићи су насељено место у саставу града Петриње, у Банији, Република Хрватска.

## Историја
Беговићи су се од распада Југославије до августа 1995. године налазили у Републици Српској Крајини.

## Становништво
Насеље је према попису становништва из 2011. године имало 58 становника.
| Националност       | 1991.        |
| Срби               | 176 (99,43%) |
| Хрвати             | 1 (0,56%)    |
| Југословени        | 0            |
| остали и непознато | 0            |
| Укупно             | 177          |

## Знамените личности
- Никола Беговић, свештеник Српске православне цркве и српски историчар